# Хасанов Хашим Ісмаїлович
Хаши́м Ісмаї́лович Хаса́нов — сержант Збройних сил України.
Станом на березень 2017-го — головний сержант — інструктор з рукопашного бою, військова частина А1430 (5-та бригада надводних кораблів).

## Нагороди
8 вересня 2014 року — за особисту мужність і героїзм, виявлені у захисті державного суверенітету та територіальної цілісності України, вірність військовій присязі під час російсько-української війни, відзначений — нагороджений орденом «За мужність» III ступеня.